# Província da Arrábida (Ordem franciscana)

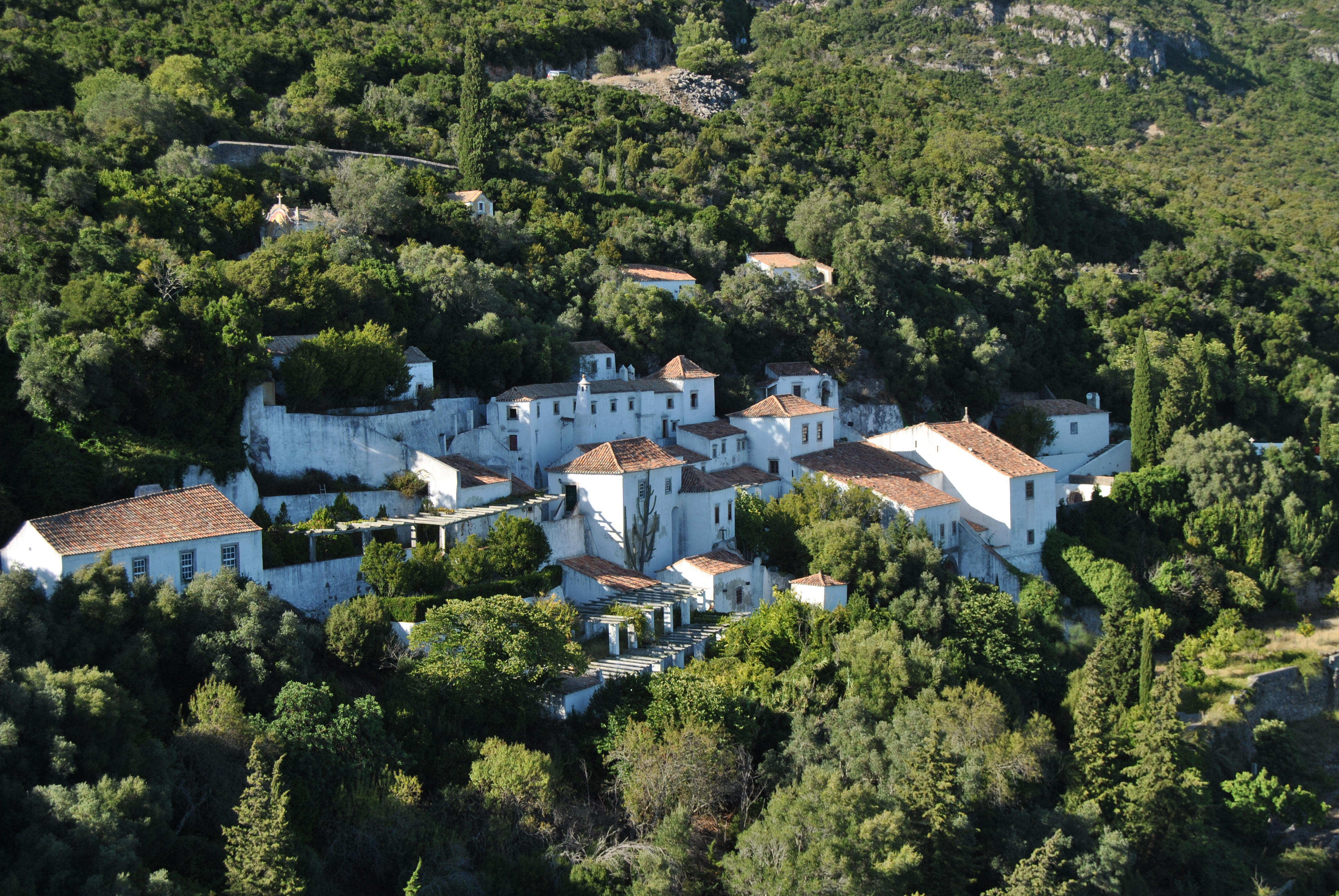
Convento de Nossa Senhora da Arrábida - a origem em 1539

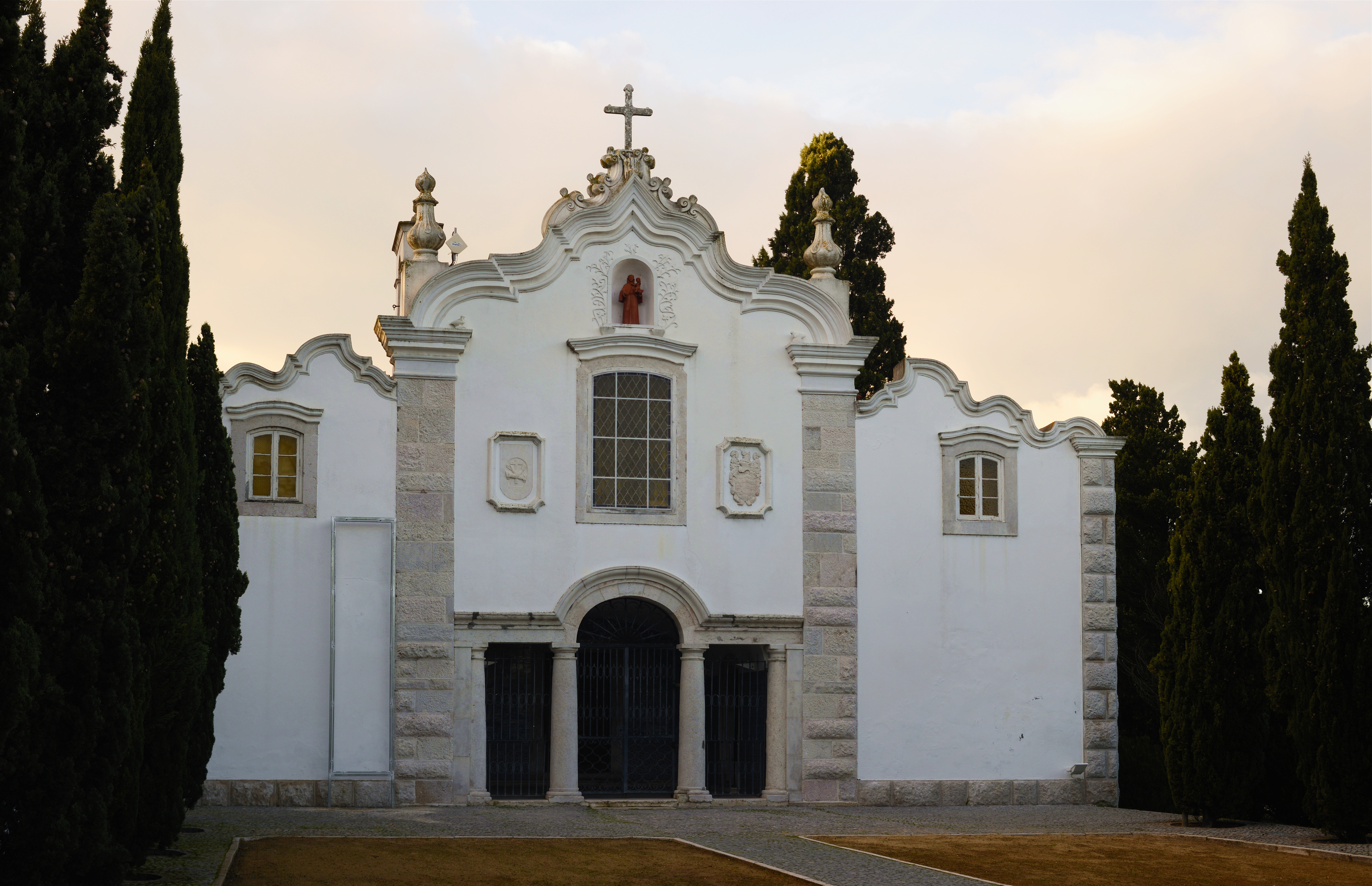
Convento dos Capuchos da Caparica - a origem em 1558

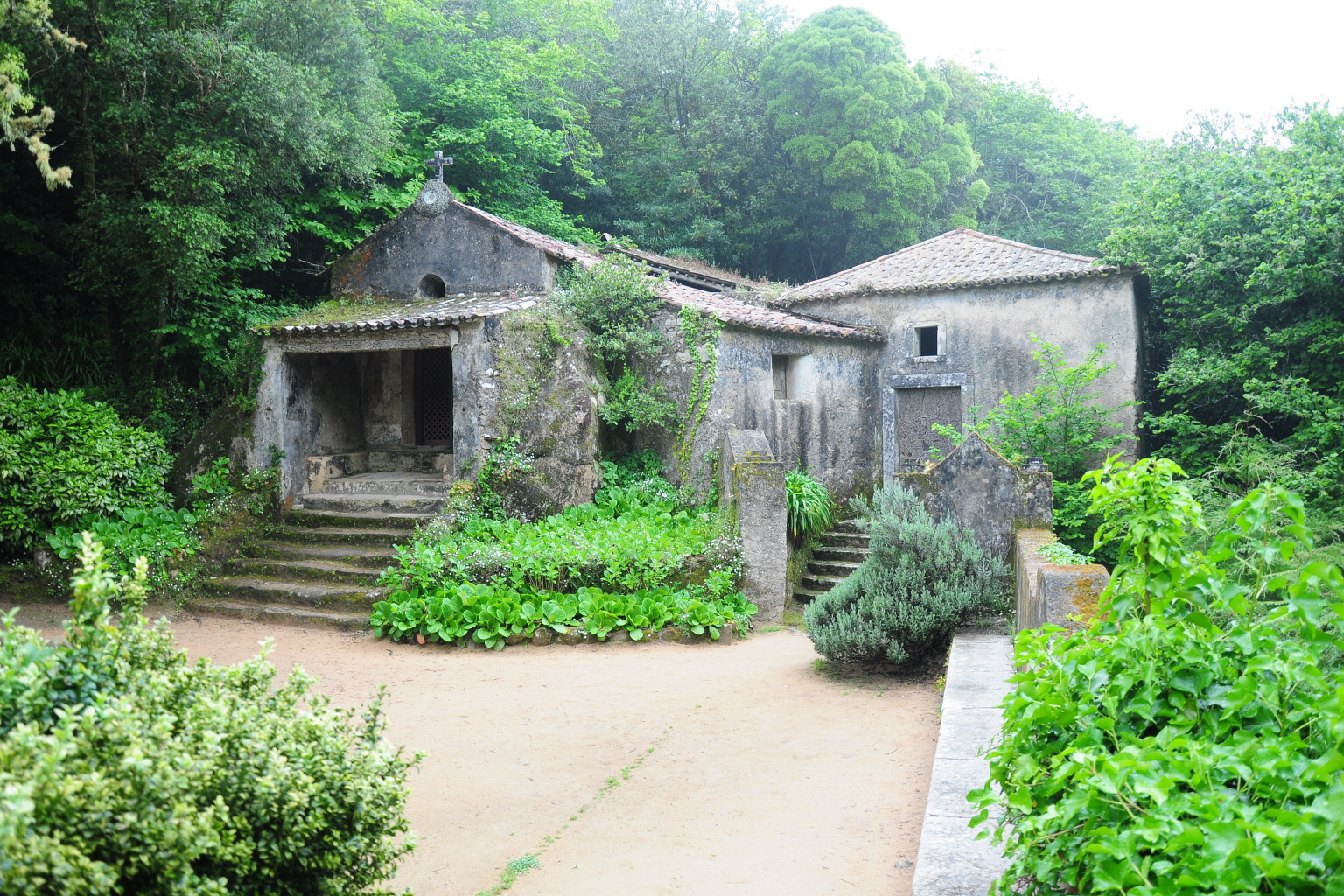
Convento dos Capuchos de Sintra - a origem em 1560

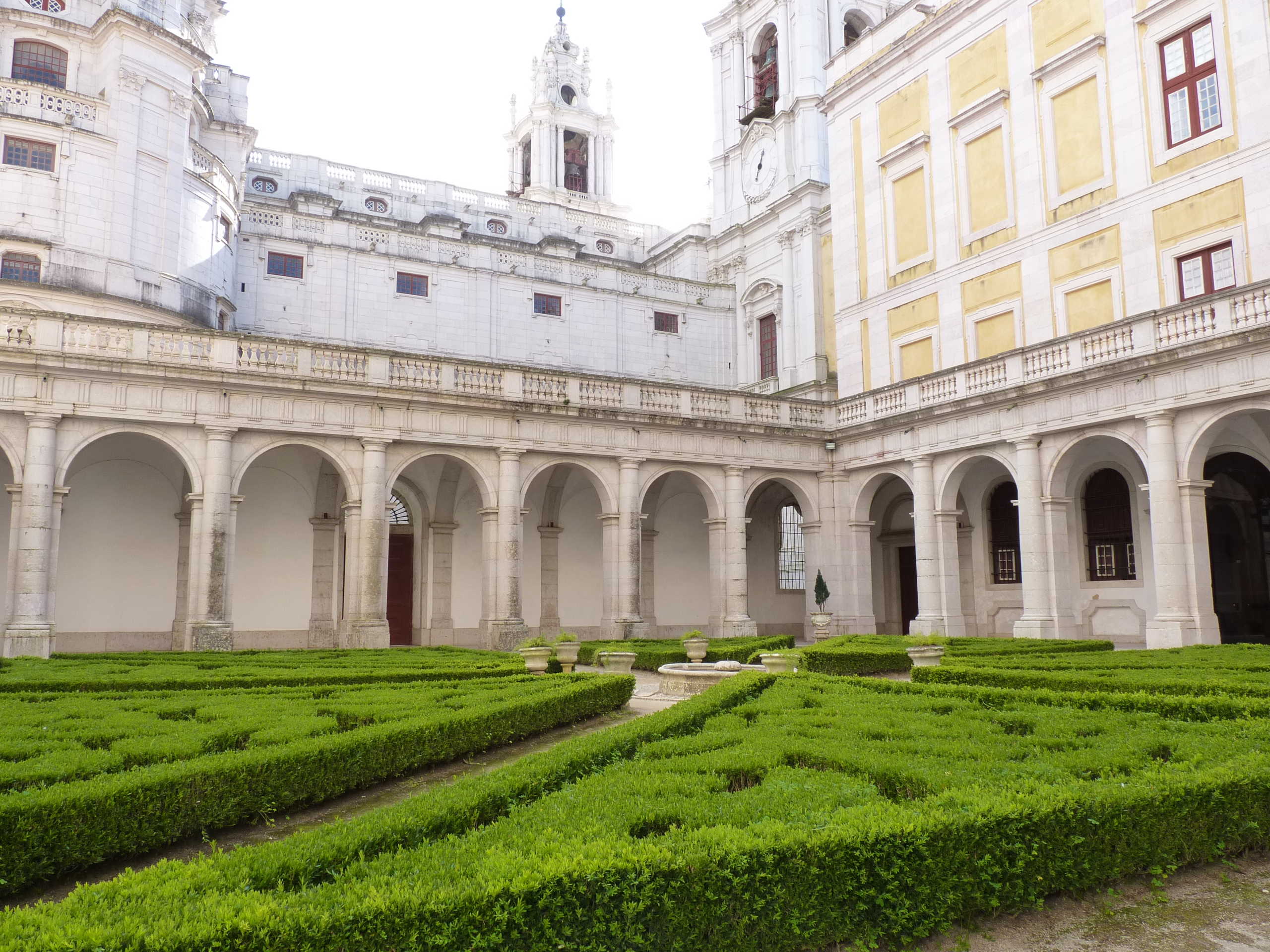
Convento de Mafra - a sua origem foi em 1717.

A Província da Arrábida (ou Província Franciscana de Arrábida) foi uma província religiosa da Ordem franciscana que teve início numa ermida aberta ao culto, onde se venerava a imagem conhecida por Nossa Senhora da Arrábida, na encosta meridional da serra da Arrábida no parque natural da Arrábida, à foz do Sado. Esta Província deriva de uma reforma autónoma, no âmbito da "mais estreita observância".
A Província surgiu no segundo quartel do século XVI quando o 1.º Duque de Aveiro, Dom João de Lencastre se encontrou com Frei Martinho de Santa Maria, religioso andaluz da Ordem Seráfica de São Francisco, que havia passado algum tempo em Roma com os Frades Capuchos e que desejava uma vida de eremita. Frei Martinho informou o Duque de seu intento, o qual ofereceu então à Ordem Franciscana, com terrenos circundantes, a já existente Ermida (dita então da Memória) na Serra da Arrábida, dedicada à Nossa Senhora da Arrábida, ideal, segundo eles, para tal propósito. O Duque solicitou ao geral da Ordem Seráfica licença para Frei Martinho ir habitar na serra. Segundo uma fonte, esta licença teria sido solicitada apenas em 23 de fevereiro de 1539 e concedida em 21 de setembro. Segundo outra fonte, a concessão ocorrera já em 23 de Janeiro.
O fundador da Província foi portanto frei Martinho vindo a Portugal acompanhado por frei Martinho Navarro, este também da Espanha. Instalaram-se ambos na Ermida já existente na serra. Todavia, frei Martinho Navarro não suportou o rigor da vida e, trás um ano, voltou à Espanha, substituído pelo português Frei Diogo de Lisboa. Depois de algum tempo se juntaram a eles: Padre Pedro de Alcântara, Frei João de Áquila, e ainda frei Francisco Pedraita, todos provenientes da Província de São Gabriel, em Castela, na Espanha. Todos estes formaram a primeira comunidade do Convento da Arrábida vivendo em celas separadas.
Em 1542, a ermida passou a convento. Durante a visita do Ministro Geral Frei João Calvo, este incorporou a ermida na ordem dos capuchinhos, com o título de Custódia de Santa Maria de Arrábida, assim como os conventos que a ela se acresceram. Frei Martinho de Santa Maria foi nomeado Custódio, com faculdade para receber noviços.
Em 1552, fundados quatro ou cinco conventos, formaram uma Custódia com hábito, estatutos e ordenações próprios, aprovados pelo Ministro Geral da Ordem, a 4 de Outubro. Em 1560, foi constituída a Província, aprovada pelo breve "Sicut aliquando exposuit", de 10 de Maio.
O cronista frei António da Piedade, refere-se pouco à Ermida de Nossa Senhora da Arrábida ou da Memória, local de grandes romarias. A única edificação existente nessa época no local, segundo a sua citação, ficava à distância de quase uma légua da Ermida de El Carmen e olhava contra o mar oceano. Contudo, existe um rol da prata e ornamentos da mesma. Escrito por ocasião de uma das visitações da Ordem de Sant'Iago, iniciadas em 1553, por ordem de D. João III de Portugal, e ainda no tempo do primeiro duque de Aveiro, em que se assinala o que a capela possuía.
Em 1575 foi inaugurado o Convento do Espírito Santo, o décimo terço da Província, hoje Quinta do Conventinho em Santo António dos Cavaleiros, Loures.
Entre 1730 e 1771 a Província teve a sua sede no Convento de Nossa Senhora e Santo António de Mafra, masculino.
A Província foi extinta em 1834.